# ソード・ワールド2.5
ソード・ワールド2.5（略称はSW2.5）は、北沢慶およびグループSNEの製作するテーブルトークRPG。ソード・ワールド2.0の展開10周年となる2018年以後展開されている中改訂・アップデート版であり、同年7月より刊行が開始された。世界設定は従来と共通の「ラクシア」だが、主たる地理的舞台は新規に設定が発表される「アルフレイム大陸」へと移った。
基本的なルールシステムは1.0また2.0より引き継ぎつつ、ゲームバランスの調整やデータの追加が行われており、持ちキャラクターやシナリオ等の2.0から2.5へコンヴァートも可能とする形を採っている。

## 2.0からの主な変更点

### 種族
リカント
アルフレイム大陸固有の新種族。獣耳と尻尾を持つ人族で、頭部は随時で獣に変化させられる。ライカンスロープ、シェイプシフター的要素を持つ種族。
メリア
植物から進化した人族で体の一部が花になっている。グラスランナー的な性格の短命種とエルフ的な性格の長命種がいる。
ティエンス
アルフレイム大陸固有の新種族。人間と魔物を合成して作られた。仮死状態になったりできる。

### 技能
- アルケミストが基本ルールブックから選択可能
- バード技能のテコ入れ。通常の呪歌で楽素を溜めて「終律」を撃つ事が可能に
- グラップラーの弱化
- モンストラスロアより、ドルイド・デーモンルーラーの追加

### 判定
- 自動成功達成値関連の調整
- 戦闘特技の宣言の挙動変更および「リスク」「効果」概念の導入

### その他
- 魔神が出て来る奈落、それの飛び地である奈落の魔域

## フェローシステム
その場にいないプレイヤーの持ちキャラクターや、オンライン登録されたキャラクターを「貸し借り」のような形でセッションに仮想参加させ協力させるルール

## 世界設定

### 地理・歴史
2.0で扱われたテラスティア大陸やレーゼルドーン大陸とは異なり、アルフレイム大陸はラクシア世界の北半球に存在する。飛空挺等の魔動機を用いた空路は余り発達していないが、鉄道等を用いた陸路は(「大破局」により寸断されたとはいえ)発達している。
大陸の北端に「奈落 (アビス)」があり魔界と接続している。これを封印する巨大な壁、および「壁の守人 (ウォールガーディアン)」が存在するが、「奈落の魔域 (シャロウアビス)」も頻出するため、対抗する組織として冒険者ギルドが誕生した。

### 神格
「樹神」ダリオン、「慈愛と復讐の女神」ミリッツァ、「海掠神」エイリャーク、「不死の女王」ツァイデスら、および対応する神聖魔法が追加。

### 奈落
魔法王たちは、リカントたちを奴隷にし、マナの豊富なこの大陸で実験を繰り返した。
その結果、異界との巨大な門「奈落(アビス)」を生み出した。
たくさんの魔神が絶えず出現する場所となっている。

## 製品一覧

### ルールブック (文庫)
- 『ソード・ワールド2.5 ルールブック Ⅰ』ISBN 978-4040728070
- 『ソード・ワールド2.5 ルールブック Ⅱ』ISBN 978-4040728117
- 『ソード・ワールド2.5 ルールブック Ⅲ』ISBN 978-4040728124

### スタートガイド (B5判)
- 『ソード・ワールド2.5 スタートガイド 冒険の国グランゼール』ISBN 978-4040728612

### 追加データブック (B5判)
- 『ソード・ワールド2.5 サプリメント エピックトレジャリー』ISBN 978-4040733715
- 『ソード・ワールド2.5 サプリメント モンストラスロア』ISBN 978-4040738208
- 『ソード・ワールド2.5 サプリメント メイガスアーツ』ISBN 978-4040742830
- 『ソード・ワールド2.5 サプリメント バトルマスタリー』ISBN 978-4040747002
- 『ソード・ワールド2.5 サプリメント アーケインレリック 種族と秘宝』ISBN 978-4040750644
- 『ソード・ワールド2.5 サプリメント バルバロスレイジ』ISBN 978-4040755069
- 『ソード・ワールド2.5 サプリメント アビスブレイカー ‐奈落と魔界‐』ISBN 978-4040756738

### キャラクタービルディングブック (B5判)
- 『ソード・ワールド2.5 サプリメント キャラクタービルディングブック』ISBN 978-4040736907
- 『ソード・ワールド2.5 サプリメント アウトロープロファイルブック』ISBN 978-4040741611

### プレイサポート (B5判)
- 『ソード・ワールド2.5 サプリメント ラクシアライフ ‐街の人たちと一般技能‐』ISBN 978-4040751863
- 『ソード・ワールド2.5 サプリメント バルバロスサーガ ‐蛮族と人族の英雄譚‐』ISBN 978-4040755366

### シナリオ集 (B5判)
- 『ソード・ワールド2.5 サプリメント ヴァイスシティ 悪徳の贄』ISBN 978-4040731582
- 『ソード・ワールド2.5 サプリメント デモンズライン 追憶の守人』ISBN 978-4040737263
- 『ソード・ワールド2.5 サプリメント グリフォンロード 黄金のキャラバン』ISBN 978-4040744728
- 『ソード・ワールド2.5 サプリメント エンシェントブルー 七王群島の夜明け』ISBN 978-4040749143

### ワールドガイド (B5判)
- 『ソード・ワールド2.5 サプリメント 鉄道の都キングスフォール』ISBN 978-4040734750
- 『ソード・ワールド2.5 サプリメント 星座の町 サイレックオード』ISBN 978-4040739649
- 『ソード・ワールド2.5 サプリメント 魔導の学府ユーシズ』ISBN 978-4040743578
- 『ソード・ワールド2.5 サプリメント ブルライト博物誌』ISBN 978-4040748764
- 『ソード・ワールド2.5 サプリメント ドーデン博物誌』ISBN 978-4040753119
- 『ソード・ワールド2.5 サプリメント アルフレイム見聞録』ISBN 978-4040752334
- 『ソード・ワールド2.5 サプリメント ウルシラ博物誌』ISBN 978-4040758190

### 泡沫世界 (B5判)
- 『ソード・ワールド2.5 サプリメント 泡沫世界モノクロマティカ』ISBN 978-4040753843
- 『ソード・ワールド2.5 サプリメント 泡沫世界 龍骸剣刃譚』ISBN 978-4040758565

### デュオ・アドベンチャー (B5判)
- 『ソード・ワールド2.5 デュオ・アドベンチャー 煌日の姫と冴月の王子』ISBN 978-4040742120

### リプレイ
| シリーズ書名                            | 巻数  | 発表時期  | 執筆・GM                                      | イラストレーター |
| 文庫                                    | 文庫  | 文庫      | 文庫                                          | 文庫             |
| --------------------------------------- | ----- | --------- | --------------------------------------------- | ---------------- |
| 水の都の夢みる勇者                      | 全3巻 | 2018-2019 | 河端ジュン一                                  | 藻               |
| トレイン・トラベラーズ！                | 全3巻 | 2018-2019 | ベーテ・有理・黒崎                            | かわすみ         |
| 継承される物語                          | 全1巻 | 2019      | 北沢慶（北沢慶/清松みゆき/秋田みやび/笠竜海） | ランサネ         |
| 10ガメルの心臓                          | 全2巻 | 2019-2020 | 河端ジュン一                                  | 山椒魚           |
| ”魔域”×脱出                             | 全1巻 | 2020      | 清松みゆき                                    | 葉山えいし       |
| 悪徳に沈む復讐者たち                    | 全2巻 | 2020-2021 | 西岡拓哉                                      | にじまあるく     |
| ユーシズ魔法学園録 魔神使いと影光の学舎 | 全2巻 | 2021      | 小山輝一郎                                    | とよた瑣織       |
| 奈落の彼方に灯る炎                      | 全2巻 | 2022      | 西岡拓哉                                      | akisa            |
| ALLグララン総進撃！                     | 全1巻 | 2023      | 青猫あずき                                    | 加藤旅人         |
| B5判                                    |       |           |                                               |                  |
| 剣と荒野と放浪者                        | 全2巻 | 2021-2022 | ベーテ・有理・黒崎                            | ペペロン         |
| 冒険者たちの幻獣戦線                    | 全1巻 | 2021      | 北沢慶                                        | 珂弐之ニカ       |

文庫
- 『ソード・ワールド2.5リプレイ 水の都の夢みる勇者』
  1. ISBN 978-4040728100
  2. ISBN 978-4040728131
  3. ISBN 978-4040730813
- 『ソード・ワールド2.5リプレイ トレイン・トラベラーズ！』
  1. ISBN 978-4040728087
  2. ISBN 978-4040728094
  3. ISBN 978-4040731889
- 『ソード・ワールド2.5リプレイトライ 継承される物語』
  - ISBN 978-4040733326
- 『ソード・ワールド2.5リプレイ 10ガメルの心臓』
  1. ISBN 978-4040734743
  2. ISBN 978-4040736228
- 『ソード・ワールド2.5リプレイ ”魔域”×脱出』
  - ISBN 978-4040738192
- 『ソード・ワールド2.5リプレイ 悪徳に沈む復讐者たち』
  1. 上 ISBN 978-4040738802
  2. 下 ISBN 978-4040740218
- 『ソード・ワールド2.5リプレイ ユーシズ魔法学園録 魔神使いと影光の学舎』
  1. ISBN 978-4040740645
  2. ISBN 978-4040742113
- 『ソード・ワールド2.5リプレイ 奈落の彼方に灯る炎』
  1. 上 ISBN 978-4040745732
  2. 下 ISBN 978-4040745749
- 『ソード・ワールド2.5リプレイ ALLグララン総進撃！』
  - ISBN 978-4040748542

B5判
- 『ソード・ワールド2.5リプレイBIG feat. データ&ガイド 剣と荒野と放浪者』
  1. ISBN 978-4040742465
  2. ISBN 978-4040743905
- 『ソード・ワールド2.5リプレイ〈ブレイブネスト〉 feat. データ&ガイド 冒険者たちの幻獣戦線』
  - ISBN 978-4040743240

### 小説
- 『ソード・ワールド2.5ショートストーリーズ』
  1. 「呪いと祝福の大地」北沢慶/グループSNE(著), ネコメガネ(イラスト) ISBN 978-4040730813
  2. 「冒険者ギルドへようこそ！」北沢慶/グループSNE(著), 冬ゆき(イラスト) ISBN 978-4040736211
  3. 「plusシナリオ 小さな魔法の物語」北沢慶/グループSNE(著), ひげ猫(イラスト) ISBN 978-4040741055
- 『ソード・ワールド 蛮王の烙印』
  1. 「古の冒険者と捨てられた姫騎士」北沢慶/グループSNE(著), 黒井ススム(イラスト) ISBN 978-4040731575
  2. 「魔域の王と黄泉帰りし英雄」北沢慶/グループSNE(著),黒井ススム(イラスト) ISBN 978-4040733821
- 『異世界冒険ガイド きみならどうする!? はじめての冒険』 北沢慶/グループSNE(著), 今野隼史(イラスト) ISBN 978-4040745725
- 『ソード・ワールド2.5ノベル＋シナリオ ストーリーフラグメンツ』 北沢慶/河端ジュン一/グループSNE(著), あおあそ(イラスト) ISBN 978-4040747385
- 『異世界武器ペディア ウェポンストーリーズ』 北沢慶/グループSNE(著), zunta(イラスト) ISBN 978-4040747644

### 画集
- 『ソード・ワールド2.0/2.5 ArtWorks 11th Anniversary』グループSNE(原著/監修), 輪くすさが・真嶋杏次(イラスト) ISBN 978-4040732497

### セット
- 『ソード・ワールド2.5 RPGスタートセット 星をつかむ迷宮』河端ジュン一/北沢慶/グループSNE(作)
- 『ソード・ワールド2.5 RPGスタートセット 水の都に沈む闇』北沢慶/河端ジュン一/グループSNE(作)
- 『ソード・ワールド2.5 RPGボックスセット 冒険者ギルド』田中公侍/川人忠明/グループSNE(作)
- 『ソード・ワールド2.5 RPGボックスセット キャラクタービルディングBOX』北沢慶/河端ジュン一/グループSNE(作)